# La Montañita

Localização da cidade de La Montañita
no departamento de Caquetá.

La Montañita é um município da Colômbia localizada no departamento de Caquetá.